# برگ‌گیلاسی
برگ‌گیلاسی (نام علمی: Heuchera) نام یک سرده از خانواده خاراشکنیان است.